# Game Jolt
Game Jolt是一个用于下载免费软件和付费电子游戏的互联网托管服务，也具有社会化媒体功能。用户可以直接通过浏览器或是客户端进入此服务。该网站于2004年1月开始营运，由戴维·迪卡尔米（David 'CROS' DeCarmine）所拥有。

## 历史

### 2003年 - 2007年
Game Jolt于2002年以Holo-World的名称开始进行开发，并在2003年更名为Game Jolt。网站在2004年7月29日开始公开营运并加入了公众账户系统、论坛和聊天室以及多个不同的游戏，所有游戏都已经过各自的创造者允许上传。在2007年，这个网站因不活跃而被撤下。

### 2008年–现今
在2008年12月，David再次营运了网站的第二个版本，这次Game Jolt成为了一个游戏门户。网站已被重新设计并推出了给可下载、Flash、Unity和Java游戏的自动化上传系统。
广告获利共享在2009年9月已公开发布，用户将会获得在游戏页面、介绍页和部落格贴文上的广告获利中的30%。
网站在2001年中至2012年早期有着大量的自动刷屏，导致社区和拥有者不活跃。 
Game Jolt的API在2012年7月释出了长达3年的测试版，让游戏能够和网站成为一体。
Game Jolt于2013年2月开始接受浏览器基础的HTML5游戏。
在2013年4月，Game Jolt在公开测试版中发布了一个用户等级系统，其包含了API中的成就和得分，同时也准备了一些网站活动让用户累积EXP（经验值）。戴维·迪卡尔米在8月8日宣布他已开始完全专注开发Game Jolt，并退出Zulily公司的工作。
在2013年10月，现已不存在的独立游戏相关聚合器和网志——Indie Statik宣布正在与Game Jolt“合作”。他们计划将首页中的文章和Game Jolt主持的游戏文章展示在上述游戏的资料页，并让负责集合的Indie Statik和负责服务的Game Jolt合作准备游戏门户网站，不过最终并没有完成。
Game Jolt果酱于2014年早期作为服务发布，让用户可以创造自己的游戏果酱并整合在主页上。
新网站的改革测试版于2015年6月公开并之后在该月释出，Game Jolt宣传了其响应式设计、游戏与游戏新闻文章的自动化屏膜（衡量出该游戏有多近期上传以及有多热门）以及过滤游戏列表的选项，即平台、完善评分和开发阶段。
于2016年1月，Game Jolt在MIT許可證下在GitHub发布了客户端的源代码以及网站的前端。
网上市场在2016年4月被公布并于5月发布，让开发者们可以在网站售卖自己的游戏。

#### 游戏实况主合伙
于2014年11月，Game Jolt宣布了“Indies vs PewDiePie”的游戏果酱，与知名YouTuber——Pewdiepie合作。开发者必须在给予的一个周末（11月21日至24日）内制作出与主题“玩也有趣，看也有趣”（Fun to play, fun to watch）相关的游戏，来搭配游戏实况的娱乐风格。用户们之后可以给游戏进行评分，直到计分的12月1日。前十名的游戏奖品为Pewdiepie在频道游玩该游戏以作为给开发者一个推销的意思，虽然之后他还是去玩了其他游戏。
Game Jolt在2015年7月与Pewdiepie、Jacksepticeye和Markiplier合作主持“独立 VS 玩家”。参赛需求为该游戏必须是使用Game Jolt API计分表的街机游戏，并且必须在7月17日至20日之间制作完成。前5名的游戏能够在合作人的YouTube频道上被实况游玩。

## API
Game Jolt的应用程序接口（被普遍简称为GJAPI）让任何开发者可以使用支持HTTP和MD5或SHA-1的游戏开发平台。Game Jolt宣传表示此API可以：
- 创建多个“记分板”，让玩家收集高分并展示在游戏资料页，同时给自身账户获得EXP[46]。
- 授予玩家奖杯，让用户的账号获得更多EXP[46]。
- 在Game Jolt的数据服务器上保存游戏数据[47]。

## 竞赛
Game Jolt曾经主持了多个不同参赛需求和奖品的官方游戏开发竞赛。“竞赛”和“果酱”不同，开发者若要参加Game Jolt上的竞赛，必须跟随该竞赛的单一主题，游戏排名选择则是由员工所决定或是由用户投票决定（近期的两个独立 VS竞赛）；但果酱并没有任何需求并只有一个可选主题，但胜利者并没有任何奖品。

### 竞赛列表
| 日期                    | 主题                            | 主题                                        | 排名                                         | 排名                                             | 排名                                                               |
| 日期                    | 中文译名                        | 英文原名                                    | 第一名                                       | 第二名                                           | 第三名                                                             |
| ----------------------- | ------------------------------- | ------------------------------------------- | -------------------------------------------- | ------------------------------------------------ | ------------------------------------------------------------------ |
| 2009年6月13日 - 21日    | 震惊                            | Shocking                                    | ShockMaze （页面存档备份，存于）             | Infidels （页面存档备份，存于）                  | Shocker: The Electrifying Hero （页面存档备份，存于）              |
| 8月1日 - 31日           | 格言                            | Axiom                                       | Raimond Ex （页面存档备份，存于）            | Paul Moose In Space World （页面存档备份，存于） | No Longer Apart （页面存档备份，存于）                             |
| 2009年11月1日 - 7日     | 最小值                          | Minimal                                     | Spectrum Wing （页面存档备份，存于）         | Saut （页面存档备份，存于）                      | Fetus （页面存档备份，存于）                                       |
| 2010年1月24日 – 25日    | 凶猛                            | Rogue                                       | Super Space Rogues （页面存档备份，存于）    | Tower Climb （页面存档备份，存于）               | Flood the Chamber （页面存档备份，存于）                           |
| 2010年7月1日 – 8日      | 独立游戏简单化                  | Indie Game Demake                           | Warning Foregone （页面存档备份，存于）      | Sulkeis （页面存档备份，存于）                   | Saucelifter 8-bit （页面存档备份，存于）                           |
| 2011年1月16日 - 2月14日 | 发明大赛                        | Invention Contest                           | Fire With a Riot （页面存档备份，存于）      | Bun Dun （页面存档备份，存于）                   | Monica （页面存档备份，存于）                                      |
| 2011年8月20日 – 9月24日 | 音乐演出                        | Music Interpretation                        | Je Suis Le Diable （页面存档备份，存于）     | Rhythmical （页面存档备份，存于）                | Jeremy （页面存档备份，存于）                                      |
| 2012年8月11日 – 19日    | 恐怖                            | Fear                                        | The Room （页面存档备份，存于）              | Fragments of Fear （页面存档备份，存于）         | Nyctophobia （页面存档备份，存于）                                 |
| 2013年3月1日 – 11日     | 混乱                            | Chaos                                       | Void Rogue （页面存档备份，存于）            | Blues for Mittavinda （页面存档备份，存于）      | Stellar Zero （页面存档备份，存于）                                |
| 2013年3月9日 – 18日     | 派对                            | Party                                       | Quantum Party Crasher （页面存档备份，存于） | Super Clean Clean （页面存档备份，存于）         | Party Run （页面存档备份，存于）                                   |
| 2014年11月21日 – 24日   | 欢乐玩与看（独立 VS Pewdiepie） | Fun to play and watch (Indies vs PewDiePie) | Lord of the Horde （页面存档备份，存于）     | Kid VS School （页面存档备份，存于）             | DANCE!DANCE! PewDiePie （页面存档备份，存于）                      |
| 2015年7月17日 – 20日    | 高分（独立 VS 玩家）            | High scores (Indies VS Gamers)              | Racket Boy （页面存档备份，存于）            | Sushido （页面存档备份，存于）                   | Super Nanny Sleepytime Ultra HD Alpha Omega （页面存档备份，存于） |

### 果酱
果酱会在每个周末进行主持。它不像竞赛般有主题，纯粹开发新游戏或完成半成品，并且最后并不会有胜利者。开发者们被鼓励进行直播、发布截图以及在推特发布贴文讲述任何他们在开发的事物。